# Contea di Jefferson (Nebraska)
La contea di Jefferson (in inglese Jefferson County) è una contea dello Stato del Nebraska, negli Stati Uniti. La popolazione al censimento del 2000 era di 8 333 abitanti. Il capoluogo di contea è Fairbury.